# ۱۴۰۳ (قمری)
۱۴۰۳ (قمری)، هزار و چهارصد و سومین سال در گاهشماری هجری قمری است. اول محرم این سال برابر با نوزدهم اکتبر سال ۱۹۸۲ میلادی است.